# Fish Banks
Fish Banks, Ltd. je počítačem podporovaná hra, v níž je simulována tzv. tragédie obecní pastviny – pojem pocházející z oblasti systémové dynamiky. Hra simuluje rybolov, je určena pro max. 30 až 40 hráčů, kteří jsou rozděleni do týmů. Každý tým představuje jednu rybářskou společnost. Hráči se snaží maximálně zhodnotit svá aktiva v prostředí obnovitelných, ale zároveň omezených přírodních zdrojů (v tomto případě ryb). Hra má pomoct pochopení chování otevřených systémů, jejich dynamiky – roli zpoždění a citlivosti systému na změny v jeho jednotlivých součástech.
Hru vytvořil Dennis L. Meadows, spoluautor knihy Meze růstu (Limits to Growth), publikované r. 1972 a knihy Překročení mezí (Beyond the Limits), publikované r. 1992. Hra Fish Banks by měla podporovat rozvoj systémového myšlení žáků základních škol, studentů středních a vysokých škol i manažerů.
Existují modifikované verze této hry, např. od Williama A. Prothera nebo např. The Fishing Game. Hra Fish Banks byla přeložena do českého jazyka a používá se v rámci ekologické výchovy.

## Pravidla hry
Hráči jsou rozděleni do týmů, které představují konkurenční rybářské společnosti.

### Cíl hry
Cílem týmu je dosáhnout maximálního zhodnocení aktiv na konci hry. Zisk je roven sumě nashromážděné na bankovním kontě a zbytkové hodnotě lodí na konci posledního roku hry (za každou loď se počítá $ 250).

### Rozhodování
Každé kolo se tým rozhoduje o velikosti své flotily – může nabízet lodě v aukcích, obchodovat s loděmi s jiným týmem, objednávat si nové lodě v loděnicích nebo zachovat současný počet lodí. Následuje rozhodnutí, jak lodě rozdělit mezi mělkými a hlubokými vodami a přístavem. Nejlepším řešením je rozhodovat se podle dlouhodobé strategie velikosti flotily a jejího rozmístění. Důležité je také vhodně reagovat na akce konkurentů.

### Zdroje
Hru týmy začínají s několika loděmi a bankovním kontem, na kterém je $ {200 x (počet lodí)}. Existují 2 rybářské oblasti.

### Bankovní konto
Příjmy
- Za každou chycenou a prodanou rybu $ 20
- Za prodanou loď konkurenčnímu týmu (za dohodnutou cenu)
- + 10 % úrok každou sezonu, pokud zůstanete v plusu

Výdaje
- Za lodi nakoupené v aukci
- Za lodi od konkurenčních společností (za dohodnutou cenu)
- Za novou objednanou loď ($ 300 za kus)
- Za provoz flotily (pokud jsou lodě na moři i pokud zůstanou v přístavu)
- + 15 % úrok za půjčky za sezonu (pokud jste v minusu)[4]

### Lodě
Lodě nemohou být zničeny nebo ztraceny a lodě z druhé ruky jsou stejně dobré jako ty nové, vyrobené na zakázku.
Občas nějaká společnost zbankrotuje a její lodě jsou prodány v aukci tomu, kdo nabídne nejvíc. Ten je také může začít hned používat. V aukci může flotilu získat pouze jedna společnost, ale může se dohodnout s jinou společností (už při aukci), že si lodě později rozdělí za dohodnutou cenu.
Během obchodních jednání mohou všechny společnosti najednou vyjednávat o koupi nebo prodeji lodí. Po zakoupení lodi ji může společnost začít ihned využívat. Pronájmy mohou být realizovány tak, že jedna společnost loď prodá a druhá společnost jí např. 1 rok využívá. Pak jí prodá první společnosti za nižší cenu.
Každý rok přijímají loděnice objednávky na nové lodě. Lodě jsou dokončeny a zaplaceny na konci roku a jedna stojí $ 300.
Na konci hry budou lodě sešrotovány. Zůstatková hodnota je $ 250 za jednu. Lodě nelze sešrotovat před koncem hry.

### Ryby
Dostupné k rybaření jsou dvě oblasti – velká oblast na hlubokém moři a menší pobřežní oblast. Přírodovědci odhadují v hlubokém moři hejna o 2000 až 4000 ryb a v mělčinách 1000 až 2000 ryb. Protože v minulosti se nijak intenzivně nelovilo, lze předpokládat počty ryb u horní hranice.
V závislosti na počtu rybářských společností se minimální a maximální počty ryb mohou měnit. Rozhodčí určí tyto počty.
Běžný roční úlovek v hlubokém moři je 25 ryb na 1 loď a v mělčinách 15 ryb na 1 loď. Náklady na provoz 1 lodi v hlubokém moři jsou $ 250 za rok a v mělčinách $ 150 za rok. Pokud loď zůstane v přístavu, společnost to přijde na $ 50 za rok. Provozní náklady jsou fixní, ale velikost úlovku se může měnit.
Celkový úlovek je ovlivněn počtem lodí na moři, efektivitou lodi a počasím. Při dobrém počasí může být počet ryb až o 20 % větší než běžně, ale při špatném počasí může být úlovek až o 20 % menší než obyčejně. Počasí je stejné v obou oblastech, pro všechny týmy a v rámci jedné sezóny. 
Efektivita lodí – počet ryb ulovený jednou lodí za rok – závisí na běžné výtěžnosti oblasti a na hustotě ryb v moři.
Počet lodí v oblasti neovlivňuje efektivitu lodí, ale pokud je v oblasti opravdu mnoho lodí, počet ryb v moři se sníží, což ovlivní úlovek příští rok.
Počet ryb se zvyšuje reprodukcí a snižuje přirozenou smrtí a rybolovem. Plodnost ryb a délka života je ovlivněna hustotou ryb v moři.
Každý soutěžící tým si vede záznamy o průběhu hry. Ty pak slouží k úpravám strategie.
Po skončení hry by měla následovat analýza jejího průběhu, hledají se body zlomu (kdy populace rybolov dosáhl kritické hranice) a případná preventivní opatření, která by mohla zabránit kolapsu celého systému.

### Přehled
|                                   | Hluboké moře | Pobřežní vody | Přístav |
| --------------------------------- | ------------ | ------------- | ------- |
| Provozní náklady/loď/rok          | $ 250        | $ 150         | $ 50    |
| Běžný úlovek                      | 25           | 15            | 0       |
| Odhadovaná velikost rybí populace | 2000-4000    | 1000-2000     | 0       |

|                              | Dostupnost     | Náklady          |
| ---------------------------- | -------------- | ---------------- |
| Koupě v aukci                | Ihned          | Nejvyšší nabídka |
| Běžný obchod mezi konkurenty | Ihned          | Smluvní cena     |
| Výroba na zakázku            | 1 rok zpoždění | $ 300            |

| Cena ryby                                                    | $ 20 |
| Úrok z půjčky (pokud je nejnižší zůstatek na kontě v minusu) | 15 % |
| Úrok z vkladu (pokud je nejnižší zůstatek na kontě v plusu)  | 10 % |

## Strategie a jejich důsledky
Při běžném průběhu hry je populace ryb brzo vyčerpána. Podle Williama A. Prothera je to důsledek agresivní strategie, kdy rybáři nadhodnocují budoucí úlovky, a proto si opatřují další lodě. Většinou je ale kupují na dluh a tak jsou při kolapsu rybolovu v dané oblasti v horší finanční situaci než rybáři s pesimističtějšími odhady budoucích úlovků. Ti totiž nekoupili tolik lodí, které jsou při vyčerpání zdrojů (ryb) fakticky neprodejné.
Tragédie obecní pastviny je důsledkem svobodného jednání jednotlivců, kteří se snaží maximalizovat svůj osobní užitek. Jednotlivec zvýšeným využíváním společných zdrojů získá víc, než jsou náklady vzniklé tímto využíváním společných zdrojů, protože náklady jsou rozděleny mezi všechny uživatele.
Konkrétně ve hře Fish Banks může soutěžící tým poslat na moře další loď. O úlovek se tým s jiným týmem nedělí, ale v moři bude méně ryb pro všechny. Pokud začne nějaký tým uplatňovat agresivní strategii, je velmi pravděpodobné, že ji brzy začnou uplatňovat i ostatní týmy. Tím se zhroucení celého systému uspíší. Tomuto kolapsu může zabránit omezení svobody rozhodování podle individuálních zájmů – např. kvótami úlovků ryb.